# Brädavskiljare
Brädavskiljare är en maskin som skiljer bort sågade sidobräder från stocken.
Sågverksterm: när en stock skall sågas så passerar den sågen och nästa maskin skiljer bort brädorna från blocket, genom att centrerande rullar håller i, tills maskinens första benpar passerats och sedan släpper ner brädorna på en underliggande transportör.